# AT&T Building (Indianápolis)
O AT&T Building é um arranha-céu localizado na 240 North Meridian Street em Indianápolis, Indiana. Foi inaugurado em 1932 e tem 22 andares. É usado principalmente para escritórios e é a sede da AT&T em Indiana. O AT&T Building é conectado ao 220 Meridian (anteriormente conhecido como AT&T 220 Building), localizado diretamente ao sul. O edifício foi expandido e atingiu sua forma atual somente após algumas iterações.

## Edifício da Central Union Telephone Company

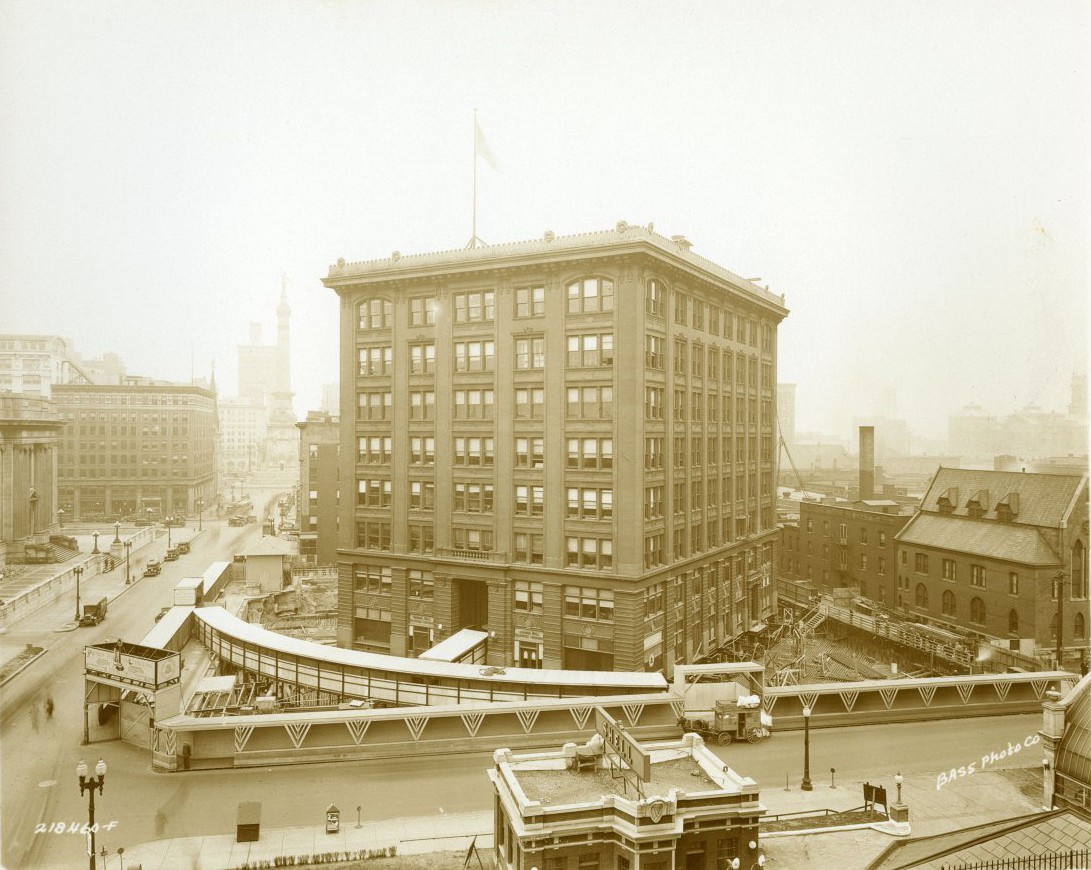
A antiga sede em meio ao processo de mudança

A Central Union Telephone Company construiu um edifício-sede na esquina das ruas Meridian e New York em 1907. A Indiana Bell comprou a Central Union em 1929, mas achou a sede existente inadequada. Originalmente, o antigo edifício seria demolido para dar lugar a um novo edifício no local. No entanto, isso teria causado interrupções no serviço telefônico. Kurt Vonnegut Sr., o arquiteto do novo edifício, sugeriu movê-lo para o lote adjacente na 13 West New York Street.
Durante um período de 30 ou 34 dias, o edifício de 11 000
-tonelada-curta (10 000 t) foi deslocado 52 pés (16 m) para o sul, girado 90 graus e então deslocado novamente 100 pés (30 m) para o oeste. Concluído em 12 ou 14 de novembro de 1930, tudo isso foi feito sem interromper o serviço telefônico ao cliente ou as operações comerciais de telefonia. As linhas de gás, aquecimento, eletricidade, água e comunicação foram modificadas antes e durante a construção para adicionar flexibilidade ou comprimento conforme necessário.
A nova sede foi concluída em 1932 e tinha sete andares. Mais tarde, foi expandida nas décadas de 1940 e 1960 para chegar ao seu tamanho e altura atuais. O edifício original que havia sido movido foi demolido em 1963.